# Dida
Dida, pseudonimo di Nelson de Jesus Silva (ˈdʒidɐ; Irará, 7 ottobre 1973), è un allenatore di calcio ed ex calciatore brasiliano, di ruolo portiere. È stato campione del mondo con la nazionale brasiliana nel 2002.
Considerato uno dei migliori portieri della sua generazione, si è classificato nel 2003, 2004 e 2005 rispettivamente al quarto, al terzo e al secondo posto nella classifica del Miglior portiere dell'anno IFFHS. Sempre nel 2005 è stato invece nominato portiere dell'anno FIFPro World XI. Inoltre rientra nella ristretta cerchia dei giocatori che hanno vinto due edizioni del Mondiale per club con due squadre differenti: nel suo caso, il Corinthians nel 2000 e il Milan nel 2007.
È uno degli unici tre calciatori della storia, insieme a Ronaldinho e Cafu, ad essere riuscito a conquistare, almeno una volta, UEFA Champions League, Copa Libertadores, Coppa del Mondo FIFA, Copa América e Confederations Cup.
Inoltre, insieme a Wilfredo Caballero, è uno degli unici due portieri nella storia del calcio ad essersi aggiudicati UEFA Champions League e Copa Libertadores.

## Caratteristiche tecniche

### Giocatore
Era un portiere atleticamente molto dotato e dai riflessi eccellenti.

## Carriera

### Giocatore

#### Club

##### Inizi in Brasile
Dida ha esordito nel Vitória di Bahia, passando in prima squadra a diciannove anni, nel 1993. La sua abilità gli ha permesso di passare al Cruzeiro, dove ha vinto la Coppa del Brasile nel 1996 e la Coppa Libertadores l'anno dopo. È stato inserito 4 volte nella squadra ideale del campionato brasiliano stilata da Placar.

##### Milan e prestiti a Lugano e Corinthians
Nel 1999 Dida ha manifestato il desiderio di trasferirsi al Milan che lo ha acquistato per circa 3 miliardi di lire nonostante fosse in scadenza di contratto per evitare un contenzioso con il Cruzeiro presso la FIFA. Fino alla fine della stagione Dida è stato ceduto in prestito al Lugano, in Svizzera, con cui tuttavia non è mai sceso in campo.
Successivamente è stato ceduto in prestito al club brasiliano del Corinthians, per acquisire ulteriore esperienza. Con la squadra paulista ha vinto un titolo brasiliano nel 1999, parando anche due rigori nella gara di andata della semifinale contro il San Paolo, e il Mondiale per club nel gennaio seguente, conquistato dopo i rigori in cui Dida ha parato il tiro di Gilberto.
Nella stagione 2000-2001 è tornato al Milan per fare una sola presenza in campionato, il 1º novembre 2000, nella partita Parma-Milan 2-0, e altre 6 in Champions League: il 19 settembre, nella seconda di queste, si rende protagonista in negativo nella trasferta contro il Leeds, persa per 1-0 e decisa all'88' da una sua "papera" su un tiro da fuori area di Lee Bowyer, che Dida sembra inizialmente bloccare per poi lasciarsi sfuggire il pallone dalle mani sulla linea di porta.
Nell'ottobre 2000 il brasiliano è stato coinvolto nello scandalo passaporti perché trovato in possesso di un falso passaporto portoghese procuratogli dall'agente FIFA Edinho. Anche se Dida era stato tesserato come extracomunitario, la situazione è stata prontamente denunciata dall'amministratore delegato del Milan, Galliani, e il portiere è stato condannato a 7 mesi sospesi con la condizionale.
Nel settembre del 2001 è tornato nuovamente in prestito al Corinthians, con cui ha disputato 8 partite nella fase conclusiva della Série A 2001, 18 nel Torneo Rio-San Paolo 2002, vinto in finale contro il San Paolo, e altre 10 nella Coppa del Brasile 2002, vinta contro il Brasiliense.

##### Ritorno al Milan

###### 2002-2007
Nell'estate 2002 è tornato a Milano in pianta stabile, dove ha avuto subito l'occasione di giocare il secondo tempo dell'andata del terzo turno preliminare della Champions League 2002-2003 (Milan-Slovan Liberec 1-0) per via di un infortunio all'anca subito dal titolare Christian Abbiati durante la prima frazione. Dida ha sfruttato l'occasione appieno, diventando titolare per l'intera stagione. La sua consacrazione è avvenuta nella finale della Champions League contro la Juventus a Manchester, dove il Milan ha trionfato grazie alle sue tre parate ai tiri di rigore: Dida ha neutralizzato i penalty di David Trezeguet, Marcelo Zalayeta e Paolo Montero. Ha poi vinto nella stessa stagione anche la Coppa Italia contro la Roma.
Nella stagione successiva, conclusa con solo 20 gol subiti in 32 gare di campionato, ha giocato ad alto livello e ha conquistato la Supercoppa UEFA in estate e lo scudetto a fine stagione. Le sue prestazioni in campo lo hanno fatto inserire tra i candidati per il Pallone d'oro 2003, nel quale si è classificato al tredicesimo posto con 4 voti, e per il FIFA World Player of the Year 2003.
Nella stagione 2004-2005 ha saltato solo due partite e ha ottenuto con il Milan la vittoria della Supercoppa italiana, un secondo posto in campionato e una finale di Champions League a Istanbul, poi persa ai rigori contro il Liverpool. Nella gara di ritorno dei quarti di finale di Champions League contro l'Inter, poi vinta dal Milan per 3-0 a tavolino, Dida è stato colpito da un petardo. Immediatamente soccorso, non ha riportato gravi conseguenze. In quest'ultima competizione inoltre Dida è arrivato a non subire gol per 623 minuti stabilendo il record di imbattibilità in tale manifestazione per un portiere rossonero, appartenuto in precedenza a Sebastiano Rossi, e sfiorando il record assoluto (658 minuti) detenuto, fino a quel momento, da Edwin van der Sar. In generale nel corso di quella stagione, ha raggiunto un rendimento che lo ha posto al pari, se non superiore, al numero 1 dell'epoca Gianluigi Buffon.
La prima parte della stagione 2005-2006 è stata caratterizzata da diversi errori, in particolare nel derby con l'Inter e contro Parma e Sampdoria. È comunque stato inserito come portiere dell'anno a fine 2005 nella prima edizione del FIFPro World XI e candidato inoltre per il Pallone d'oro 2005, dove tuttavia non ha ottenuto alcun voto dai giurati. Dida è riuscito a riscattare l'avvio negativo nella seconda parte della stagione, tornando a giocare su ottimi livelli e venendo, quindi, confermato titolare ai Mondiali di Germania, disputati in maniera positiva.

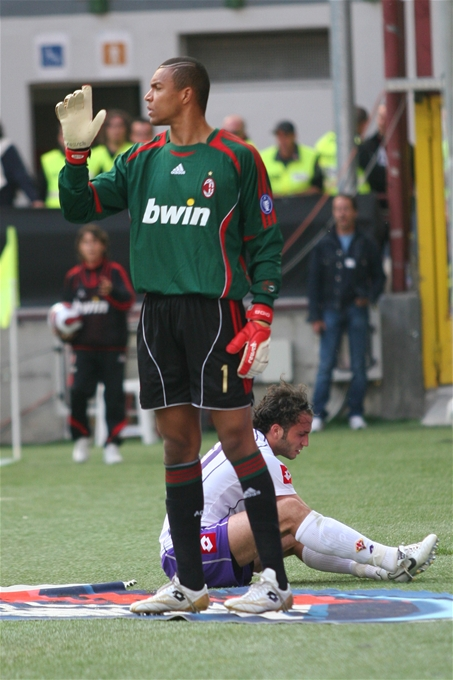
Dida durante la partita di campionato Milan-Fiorentina del 6 maggio 2007

La stagione 2006-2007 è stata altalenante e caratterizzata da parecchi errori e anche da due importanti infortuni (ginocchio e spalla) che l'hanno tenuto fermo per parecchio tempo. Dopo molti tentennamenti, il 10 marzo 2007 ha rinnovato il contratto con il Milan fino al 30 giugno 2010, accordo che altrimenti sarebbe scaduto a fine stagione. Il 23 maggio 2007 si è aggiudicato la sua seconda Champions League con il Milan che, al termine della finale di Atene, ha battuto il Liverpool per 2-1 anche grazie ad alcune parate del portiere brasiliano. Grazie alle prestazioni nella coppa più importante d'Europa è stato nominato per gli UEFA Club Football Awards come miglior portiere; il premio, però è stato vinto da Petr Čech.

###### 2007-2010
Il 31 agosto 2007 Dida ha vinto la sua seconda Supercoppa europea, quando il Milan ha battuto il Siviglia per 3 a 1, dedicando il trofeo ad Antonio Puerta, giocatore della squadra andalusa scomparso pochi giorni prima. Anche in questa partita, tuttavia, il gol degli avversari è stato agevolato da un'incertezza di Dida.
La stagione 2007-2008 è cominciata bene per il portiere brasiliano, che ha dato sicurezza alla squadra, ma dopo la partita contro il Siena, dove ha compiuto un errore che ha regalato, con la non trascurabile complicità di Kaladze, il vantaggio ai toscani, il portiere ha cominciato a commettere diversi errori, che spesso hanno inciso molto sul risultato finale degli incontri.
Nella partita di Champions League contro il Celtic del 3 ottobre 2007, dopo aver subito il secondo gol dagli scozzesi, Dida si è reso protagonista di un brutto episodio: verso il finale di gara un tifoso, che aveva invaso il campo, si è avvicinato al portiere brasiliano e lo ha colpito in modo lieve. Dopo averlo inseguito per pochi metri Dida si è gettato a terra ed è poi stato portato fuori dal campo in barella e sostituito. L'UEFA ha giudicato l'accaduto una "sceneggiata" e lo ha squalificato per due turni, ridotti poi a uno solo dopo il ricorso del Milan. Dopo questo episodio ha ricominciato a giocare in maniera altalenante, senza però commettere grandi errori fino al 23 dicembre 2007, quando nel derby con l'Inter, su tiro di Cambiasso da fuori area, si è tuffato dalla parte sbagliata e ha lasciato sorprendentemente passare il pallone che è finito in rete. Nonostante le incertezze dimostrate, è stato confermato nell'undici titolare alla ripresa del campionato dopo la pausa natalizia contro il Napoli, ma poi, a seguito di un infortunio e delle contemporanee buone prestazioni del sostituto Kalac, è diventato il secondo dell'australiano.
Anche all'inizio della stagione successiva, con il ritorno in rossonero di Abbiati dall'Atlético Madrid, Dida si è ritrovato a essere la seconda scelta alle spalle dell'italiano. È stato comunque scelto da Ancelotti come titolare per la Coppa UEFA, manifestazione in cui ha esordito il 18 settembre 2008 contro lo Zurigo (3-1 per i rossoneri), e per l'unica partita disputata dal Milan in Coppa Italia 2008-2009 contro la Lazio, nella quale, nonostante la sconfitta per 2-1 dopo i tempi supplementari, ha disputato una gara convincente. Dopo l'infortunio di Abbiati del 15 marzo 2009, è tornato ad essere titolare anche in campionato per gli ultimi tre mesi della stagione, subendo 7 gol in 10 partite.

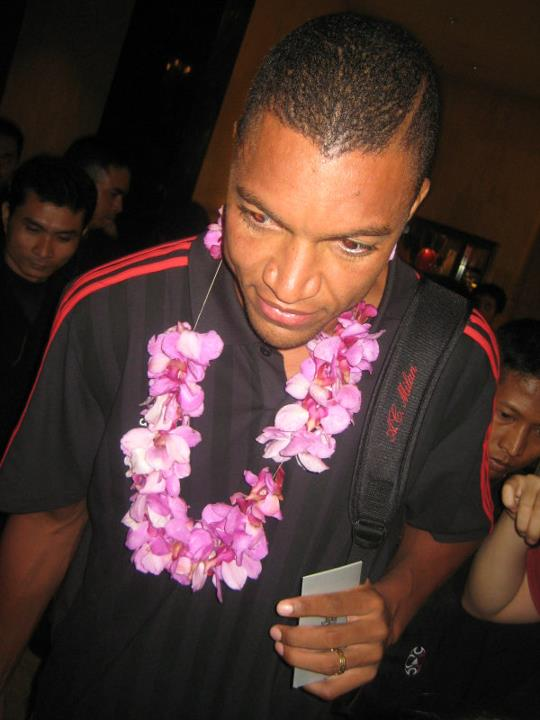
Dida nel settembre 2011 a Giacarta in occasione di una partita amichevole del Milan Glorie

Nel corso della stagione 2009-2010 Dida è stato inizialmente il secondo portiere del Milan alle spalle di Storari. A seguito dell'infortunio di Storari, complice anche la contemporanea indisponibilità di Abbiati, è tornato ad essere titolare. Dopo un avvio incerto, nel quale ha commesso un grossolano errore che ha permesso a Raúl di segnare il gol del vantaggio del Real Madrid nella partita di Champions League al Bernabéu (poi comunque vinta dai rossoneri), è tornato a compiere parate decisive per il risultato finale come contro Chievo, Napoli e Parma. Dopo la partita con il Manchester United Dida ha perso il ruolo di titolare per poi riacquisirlo nel finale di campionato, nella partita contro la Lazio, finita 1-1. Ha disputato la 300ª partita ufficiale con la maglia del Milan il 1º maggio 2010 contro la Fiorentina e nella partita seguente del 9 maggio 2010 contro il Genoa è diventato il secondo portiere rossonero per numero di presenze dopo Sebastiano Rossi, superando Lorenzo Buffon. Il 15 maggio 2010, in occasione della sfida contro la Juventus (ultima partita della stagione, vinta 3-0 dal Milan, e ultima giocata da Dida con la maglia rossonera), è stato insignito da Adriano Galliani di una medaglia per celebrare le 300 partite ufficiali giocate in rossonero, traguardo raggiunto due settimane prima. Secondo i voti dai giornali sarebbe stato il secondo portiere della Serie A 2009-10 per rendimento, dopo Júlio Sérgio.
Il 1º luglio 2010, alla naturale scadenza del contratto che lo legava al Milan, si è svincolato dopo 9 stagioni disputate con il club rossonero. Dopo quasi un anno e mezzo senza squadra, durante il quale ha disputato alcune gare amichevoli con il Milan Glorie giocando anche come attaccante, ha manifestato la volontà di continuare a giocare a calcio per almeno un altro biennio. Nel maggio 2012 Dida ha fatto parte della rappresentativa di beach soccer del Milan che ha preso parte al Mundialito de Clubes a São Paulo.

##### Ritorno in Brasile
Dopo essere rimasto per circa due anni senza contratto è tornato al calcio giocato firmando per la Portuguesa il 24 maggio 2012. Ha esordito con la squadra brasiliana il 23 giugno seguente nel derby Norte-Sul Paulistano contro il San Paolo, vinto per 1-0. Due gare dopo, contro l'Atlético Mineiro, il portiere brasiliano ha commesso due gravi errori che hanno portato alla sconfitta della sua squadra. Nel corso delle successive partite Dida è riuscito a non subire gol in 10 occasioni mantenendo la propria porta inviolata per un totale di 12 gare. Complessivamente nella Série A 2012, conclusa dalla Portuguesa al 16º posto, ha disputato 32 partite subendo 31 gol; ha anche parato un calcio di rigore ad Andrezinho nella gara di ritorno contro il Botafogo, persa per 3-0.
Il 19 dicembre 2012 Dida ha firmato un contratto annuale con il Grêmio per la stagione 2013. Ha esordito con la squadra di Porto Alegre il 23 gennaio 2013 nella gara di andata del primo turno della Coppa Libertadores 2013 contro la LDU Quito nella quale è uscito dal campo per un infortunio alla spalla poco prima che la squadra ecuadoriana segnasse l'unico gol della partita. Durante la partita contro il Cruzeiro, valida per la 14ª giornata della Série A 2013 e vinta per 3-1, ha parato il suo primo rigore con la divisa del Grêmio. Ha concluso giocando in totale 60 incontri nei quali ha subito 46 reti e terminando il campionato nazionale (37 presenze su 38 con 34 gol subiti) al secondo posto.
Il 26 dicembre 2013 è stato ingaggiato dall'Internacional di Porto Alegre, con cui ha firmato un contratto biennale. Ha esordito con l'Internacional il 23 febbraio 2014 in occasione della partita del Campionato Gaúcho persa per 1-0 in casa del Veranópolis. Dopo essere stato scalzato nelle gerarchie in porta a partire da settembre del 2014, al termine del 2015 non ha rinnovato il contratto con il club di Porto Alegre, svincolandosi da esso.

#### Nazionale
Con la Nazionale brasiliana Under-20 Dida ha preso parte al Campionato sudamericano Under-20 del 1992 e al Mondiale di categoria del 1993, entrambi vinti dalla selezione verdeoro. Nel corso della manifestazione Dida ha disputato 6 gare subendo 2 gol, uno nella seconda partita fase a gironi contro il Messico e uno in finale contro il Ghana.

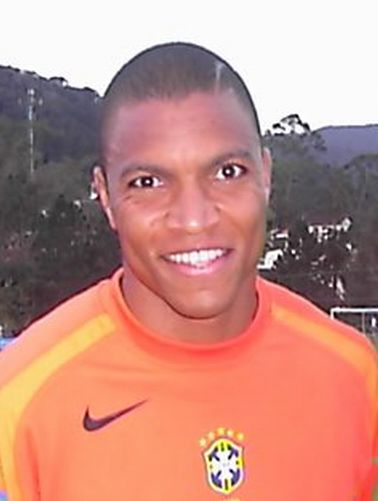
Dida con la divisa della Nazionale brasiliana

Dida ha esordito in Nazionale maggiore il 7 luglio 1995, a 21 anni, contro l'Ecuador durante la fase a gironi della Coppa America 1995.
Nel 1996 ha preso parte alla Gold Cup, alla quale il Brasile ha partecipato su invito della CONCACAF, schierando una selezione di Under-23 che ha concluso la manifestazione raggiungendo il secondo posto, e alle Olimpiadi di Atlanta, dove la Nazionale brasiliana ha vinto la medaglia di bronzo.
Ha partecipato da titolare alla Confederations Cup 1997, disputata in Arabia Saudita, che il Brasile ha vinto battendo in finale l'Australia per 6-0.
Nel 1998 è stato convocato per il Mondiale in Francia come terzo portiere, dietro il titolare Cláudio Taffarel e Carlos Germano. L'anno seguente è diventato il portiere titolare della Seleção, disputando la Copa América, vinta in finale contro l'Uruguay, e la Confederations Cup.
Nel corso del 2001 ha perso il posto da titolare in favore di Marcos, e ha quindi partecipato come secondo portiere alla Coppa America 2001 e al vittorioso Mondiale 2002.
Dida è tornato ad essere titolare fisso del Brasile nella Confederations Cup 2003 in Francia. Ha giocato da titolare tutte le partite della Confederations Cup 2005, tranne quella contro il Giappone, dove è stato sostituito ancora da Marcos. Nel corso della competizione ha parato un rigore, ripetuto dopo la battuta iniziale per 2 volte, a Borgetti nella partita contro il Messico, gara persa comunque per 1-0. In finale il Brasile ha poi battuto l'Argentina per 4-1, grazie anche alle parate di Dida.
Infine è stato convocato dal CT Parreira per il Mondiale 2006, la sua terza esperienza ai campionati del mondo, dove per la prima volta è stato il portiere titolare. Nel corso delle cinque partite dei verdeoro, Dida ha subito solo due reti (contro Giappone e Francia), l'ultima delle quali ha sancito l'eliminazione del Brasile nei quarti di finale.
Dopo il Mondiale, il 1º ottobre 2006, Dida ha lasciato ufficialmente la Nazionale brasiliana.

### Allenatore
Nel 2016 è stato collaboratore tecnico di Clarence Seedorf allo Shenzhen. A partire da settembre 2018 ricopre il ruolo di allenatore dei portieri per la squadra egiziana Pyramids FC.
Il 21 luglio 2019 torna al Milan come allenatore dei portieri della squadra Under-17. Dalla stagione 2020-2021 viene promosso a preparatore dei portieri della prima squadra.

## Statistiche

### Presenze e reti subite nei club
Statistiche aggiornate al termine della carriera da calciatore.
| Stagione             | Squadra              | Campionato           | Campionato | Campionato | Coppe nazionali | Coppe nazionali | Coppe nazionali | Coppe continentali | Coppe continentali | Coppe continentali | Altre coppe | Altre coppe | Altre coppe | Totale | Totale |
| Stagione             | Squadra              | Comp                 | Pres       | Reti       | Comp            | Pres            | Reti            | Comp               | Pres               | Reti               | Comp        | Pres        | Reti        | Pres   | Reti   |
| -------------------- | -------------------- | -------------------- | ---------- | ---------- | --------------- | --------------- | --------------- | ------------------ | ------------------ | ------------------ | ----------- | ----------- | ----------- | ------ | ------ |
| 1992                 | Vitória              | PD/BA+A              | ?+0        | ?+0        | -               | -               | -               | -                  | -                  | -                  | -           | -           | -           | 0      | 0      |
| 1993                 | Vitória              | PD/BA+A              | ?+24       | ? + -27    | -               | -               | -               | -                  | -                  | -                  | -           | -           | -           | 24     | -27    |
| Totale Vitória       | Totale Vitória       | Totale Vitória       | 24         | -27        | -               | -               | -               | -                  | -                  | -                  | -           | -           | -           | 24     | -27    |
| 1994                 | Cruzeiro             | M1/MG+A              | 21+23      | -15 + -33  | -               | -               | -               | CL+SS              | 8+6                | -9 + -7            | -           | -           | -           | 58     | -64    |
| 1995                 | Cruzeiro             | M1/MG+A              | 13+21      | -10 + -19  | CB              | 3               | -3              | SS                 | 6                  | -5                 | CdO         | -           | -           | 43     | -37    |
| 1996                 | Cruzeiro             | M1/MG+A              | 19+22      | -9 + -18   | CB              | 9               | -10             | SS                 | 8                  | -4                 | -           | -           | -           | 58     | -41    |
| 1997                 | Cruzeiro             | M1/MG+A              | 17+25      | -15 + -29  | CB              | 2               | -2              | CL+SS              | 14+6               | -12 + -10          | CInt        | 1           | -2          | 64     | -70    |
| 1998                 | Cruzeiro             | M1/MG+A              | 14+30      | -9 + -36   | CB              | 5               | -3              | CL+CM              | 2+12               | -2 + -13           | -           | -           | -           | 63     | -63    |
| Totale Cruzeiro      | Totale Cruzeiro      | Totale Cruzeiro      | 84+121     | -58 + -135 |                 | 19              | -18             |                    | 62                 | -62                |             | 1           | -2          | 287    | -275   |
| feb.-giu. 1999       | Lugano               | A                    | 2          | -2         | -               | -               | -               | -                  | -                  | -                  | -           | -           | -           | 2      | -2     |
| lug.-dic. 1999       | Corinthians          | A                    | 25         | -35        | -               | -               | -               | CM                 | 6                  | -7                 | -           | -           | -           | 31     | -42    |
| gen-giu. 2000        | Corinthians          | A1/SP+CJH            | 11+0       | -14        | -               | -               | -               | CL                 | 11                 | -20                | Cmc         | 4           | -2          | 26     | -36    |
| 2000-2001            | Milan                | A                    | 1          | -2         | CI              | -               | -               | UCL                | 6                  | -5                 | -           | -           | -           | 7      | -7     |
| set.-dic. 2001       | Corinthians          | A                    | 8          | -10        | -               | -               | -               | -                  | -                  | -                  | -           | -           | -           | 8      | -10    |
| gen.-giu. 2002       | Corinthians          | SP                   | 0          | 0          | CB              | 9               | -12             | -                  | -                  | -                  | RSP         | 19          | -18         | 28     | -30    |
| Totale Corinthians   | Totale Corinthians   | Totale Corinthians   | 11+33      | -14/-45    |                 | 9               | -12             |                    | 17                 | -27                |             | 23          | -20         | 93     | -118   |
| 2002-2003            | Milan                | A                    | 30         | -23        | CI              | -               | -               | UCL                | 14                 | -7                 | -           | -           | -           | 44     | -30    |
| 2003-2004            | Milan                | A                    | 32         | -20        | CI              | 2               | -2              | UCL                | 9                  | -7                 | SU+CInt     | 1+1         | 0 + -1      | 45     | -30    |
| 2004-2005            | Milan                | A                    | 36         | -23        | CI              | -               | -               | UCL                | 13                 | -9                 | SI          | 1           | 0           | 50     | -32    |
| 2005-2006            | Milan                | A                    | 36         | -31        | CI              | -               | -               | UCL                | 12                 | -10                | -           | -           | -           | 48     | -41    |
| 2006-2007            | Milan                | A                    | 25         | -19        | CI              | 3               | -5              | UCL                | 13                 | -9                 | -           | -           | -           | 41     | -33    |
| 2007-2008            | Milan                | A                    | 13         | -11        | CI              | -               | -               | UCL                | 4                  | -4                 | SU+Cmc      | 1+2         | -1+ -2      | 20     | -18    |
| 2008-2009            | Milan                | A                    | 10         | -7         | CI              | 1               | -2              | CU                 | 8                  | -9                 | -           | -           | -           | 19     | -18    |
| 2009-2010            | Milan                | A                    | 23         | -27        | CI              | -               | -               | UCL                | 5                  | -8                 | -           | -           | -           | 28     | -35    |
| Totale Milan         | Totale Milan         | Totale Milan         | 206        | -163       |                 | 6               | -9              |                    | 84                 | -68                |             | 6           | -4          | 302    | -244   |
| 2012                 | Portuguesa           | A                    | 32         | -31        | -               | -               | -               | -                  | -                  | -                  | -           | -           | -           | 32     | -31    |
| 2013                 | Grêmio               | PD/RS+A              | 9+37       | -4 + -34   | CB              | 6               | -2              | CL                 | 8                  | -6                 | -           | -           | -           | 60     | -46    |
| 2014                 | Internacional        | PD/RS+A              | 7+27       | -5 + -27   | CB              | 5               | -8              | CS                 | 2                  | -3                 | -           | -           | -           | 41     | -43    |
| 2015                 | Internacional        | PD/RS+A              | 1+0        | 0          | CB              | 0               | 0               | CL                 | 0                  | 0                  | -           | -           | -           | 1      | 0      |
| Totale Internacional | Totale Internacional | Totale Internacional | 8+27       | -5 + -27   |                 | 5               | -8              |                    | 2                  | -3                 |             | -           | -           | 42     | -43    |
| Totale carriera      | Totale carriera      | Totale carriera      | 594        | -545       |                 | 45              | -49             |                    | 173                | -166               |             | 30          | -26         | 842    | -786   |

### Cronologia presenze in nazionale
| Cronologia completa delle presenze e delle reti in nazionale ― Brasile | Cronologia completa delle presenze e delle reti in nazionale ― Brasile | Cronologia completa delle presenze e delle reti in nazionale ― Brasile | Cronologia completa delle presenze e delle reti in nazionale ― Brasile | Cronologia completa delle presenze e delle reti in nazionale ― Brasile | Cronologia completa delle presenze e delle reti in nazionale ― Brasile | Cronologia completa delle presenze e delle reti in nazionale ― Brasile | Cronologia completa delle presenze e delle reti in nazionale ― Brasile |
| Data                                                                   | Città                                                                  | In casa                                                                | Risultato                                                              | Ospiti                                                                 | Competizione                                                           | Reti                                                                   | Note                                                                   |
| ---------------------------------------------------------------------- | ---------------------------------------------------------------------- | ---------------------------------------------------------------------- | ---------------------------------------------------------------------- | ---------------------------------------------------------------------- | ---------------------------------------------------------------------- | ---------------------------------------------------------------------- | ---------------------------------------------------------------------- |
| 7-7-1995                                                               | Rivera                                                                 | Brasile                                                                | 1 – 0                                                                  | Ecuador                                                                | Coppa America 1995 - 1º turno                                          | -                                                                      |                                                                        |
| 10-7-1995                                                              | Rivera                                                                 | Brasile                                                                | 2 – 0                                                                  | Perù                                                                   | Coppa America 1995 - 1º turno                                          | -                                                                      |                                                                        |
| 12-1-1996                                                              | Los Angeles                                                            | Brasile                                                                | 4 – 1                                                                  | Canada                                                                 | Gold Cup 1996 - 1º turno                                               | -1                                                                     | [ 91 ]                                                                 |
| 14-1-1996                                                              | Los Angeles                                                            | Brasile                                                                | 5 – 0                                                                  | Honduras                                                               | Gold Cup 1996 - 1º turno                                               | -                                                                      | [ 91 ]                                                                 |
| 18-1-1996                                                              | Los Angeles                                                            | Stati Uniti                                                            | 0 – 1                                                                  | Brasile                                                                | Gold Cup 1996 - Semifinale                                             | -                                                                      | [ 91 ]                                                                 |
| 21-1-1996                                                              | Los Angeles                                                            | Brasile                                                                | 0 – 2                                                                  | Messico                                                                | Gold Cup 1996 - Finale                                                 | -2                                                                     | [ 91 ] [ 92 ]                                                          |
| 27-3-1996                                                              | São José do Rio Preto                                                  | Brasile                                                                | 8 – 2                                                                  | Ghana                                                                  | Amichevole                                                             | -2                                                                     |                                                                        |
| 24-4-1996                                                              | Johannesburg                                                           | Sudafrica                                                              | 2 – 3                                                                  | Brasile                                                                | Amichevole                                                             | -2                                                                     |                                                                        |
| 7-12-1997                                                              | Johannesburg                                                           | Sudafrica                                                              | 1 – 2                                                                  | Brasile                                                                | Amichevole                                                             | -1                                                                     |                                                                        |
| 12-12-1997                                                             | Riyad                                                                  | Arabia Saudita                                                         | 0 – 3                                                                  | Brasile                                                                | Conf. Cup 1997 - 1º turno                                              | -                                                                      |                                                                        |
| 14-12-1997                                                             | Riyad                                                                  | Australia                                                              | 0 – 0                                                                  | Brasile                                                                | Conf. Cup 1997 - 1º turno                                              | -                                                                      |                                                                        |
| 16-12-1997                                                             | Riyad                                                                  | Brasile                                                                | 3 – 2                                                                  | Messico                                                                | Conf. Cup 1997 - 1º turno                                              | -1                                                                     |                                                                        |
| 19-12-1997                                                             | Riyad                                                                  | Brasile                                                                | 2 – 0                                                                  | Rep. Ceca                                                              | Conf. Cup 1997 - Semifinale                                            | -                                                                      |                                                                        |
| 21-12-1997                                                             | Riyad                                                                  | Brasile                                                                | 6 – 0                                                                  | Australia                                                              | Conf. Cup 1997 - Finale                                                | -                                                                      | [ 93 ]                                                                 |
| 5-6-1999                                                               | Salvador                                                               | Brasile                                                                | 2 – 2                                                                  | Paesi Bassi                                                            | Amichevole                                                             | -2                                                                     |                                                                        |
| 8-6-1999                                                               | Goiânia                                                                | Brasile                                                                | 3 – 1                                                                  | Paesi Bassi                                                            | Amichevole                                                             | -1                                                                     |                                                                        |
| 26-6-1999                                                              | Curitiba                                                               | Brasile                                                                | 3 – 0                                                                  | Lettonia                                                               | Amichevole                                                             | -                                                                      |                                                                        |
| 30-6-1999                                                              | Ciudad del Este                                                        | Brasile                                                                | 7 – 0                                                                  | Venezuela                                                              | Coppa America 1999 - 1º turno                                          | -                                                                      |                                                                        |
| 3-7-1999                                                               | Ciudad del Este                                                        | Brasile                                                                | 2 – 1                                                                  | Messico                                                                | Coppa America 1999 - 1º turno                                          | -1                                                                     |                                                                        |
| 6-7-1999                                                               | Ciudad del Este                                                        | Brasile                                                                | 1 – 0                                                                  | Cile                                                                   | Coppa America 1999 - 1º turno                                          | -                                                                      | [ 94 ]                                                                 |
| 11-7-1999                                                              | Ciudad del Este                                                        | Brasile                                                                | 2 – 1                                                                  | Argentina                                                              | Coppa America 1999 - Quarti di finale                                  | -1                                                                     | [ 94 ]                                                                 |
| 14-7-1999                                                              | Ciudad del Este                                                        | Brasile                                                                | 2 – 0                                                                  | Messico                                                                | Coppa America 1999 - Semifinale                                        | -                                                                      |                                                                        |
| 18-7-1999                                                              | Asunción                                                               | Brasile                                                                | 3 – 0                                                                  | Uruguay                                                                | Coppa America 1999 - Finale                                            | -                                                                      | [ 95 ]                                                                 |
| 24-7-1999                                                              | Guadalajara                                                            | Brasile                                                                | 4 – 0                                                                  | Germania                                                               | Conf. Cup 1999 - 1º turno                                              | -                                                                      |                                                                        |
| 28-7-1999                                                              | Guadalajara                                                            | Brasile                                                                | 1 – 0                                                                  | Stati Uniti                                                            | Conf. Cup 1999 - 1º turno                                              | -                                                                      | [ 94 ]                                                                 |
| 30-7-1999                                                              | Guadalajara                                                            | Nuova Zelanda                                                          | 0 – 2                                                                  | Brasile                                                                | Conf. Cup 1999 - 1º turno                                              | -                                                                      |                                                                        |
| 1-8-1999                                                               | Guadalajara                                                            | Brasile                                                                | 8 – 2                                                                  | Arabia Saudita                                                         | Conf. Cup 1999 - Semifinale                                            | -2                                                                     |                                                                        |
| 4-8-1999                                                               | Città del Messico                                                      | Messico                                                                | 4 – 3                                                                  | Brasile                                                                | Conf. Cup 1999 - Finale                                                | -4                                                                     | [ 92 ]                                                                 |
| 4-9-1999                                                               | Buenos Aires                                                           | Argentina                                                              | 2 – 0                                                                  | Brasile                                                                | Amichevole                                                             | -2                                                                     |                                                                        |
| 7-9-1999                                                               | Porto Alegre                                                           | Brasile                                                                | 4 – 2                                                                  | Argentina                                                              | Amichevole                                                             | -2                                                                     |                                                                        |
| 9-10-1999                                                              | Amsterdam                                                              | Paesi Bassi                                                            | 2 – 2                                                                  | Brasile                                                                | Amichevole                                                             | -2                                                                     | [ 94 ]                                                                 |
| 23-2-2000                                                              | Bangkok                                                                | Thailandia                                                             | 0 – 7                                                                  | Brasile                                                                | Amichevole                                                             | -                                                                      | [ 96 ]                                                                 |
| 28-3-2000                                                              | Bogotà                                                                 | Colombia                                                               | 0 – 0                                                                  | Brasile                                                                | Qual. Mondiali 2002                                                    | -                                                                      |                                                                        |
| 26-4-2000                                                              | San Paolo                                                              | Brasile                                                                | 3 – 2                                                                  | Ecuador                                                                | Qual. Mondiali 2002                                                    | -2                                                                     |                                                                        |
| 23-5-2000                                                              | Cardiff                                                                | Galles                                                                 | 0 – 3                                                                  | Brasile                                                                | Amichevole                                                             | -                                                                      |                                                                        |
| 27-5-2000                                                              | Londra                                                                 | Inghilterra                                                            | 1 – 1                                                                  | Brasile                                                                | Amichevole                                                             | -1                                                                     |                                                                        |
| 4-6-2000                                                               | Lima                                                                   | Perù                                                                   | 0 – 1                                                                  | Brasile                                                                | Qual. Mondiali 2002                                                    | -                                                                      |                                                                        |
| 28-6-2000                                                              | Rio de Janeiro                                                         | Brasile                                                                | 1 – 1                                                                  | Uruguay                                                                | Qual. Mondiali 2002                                                    | -1                                                                     |                                                                        |
| 18-7-2000                                                              | Asunción                                                               | Paraguay                                                               | 2 – 1                                                                  | Brasile                                                                | Qual. Mondiali 2002                                                    | -2                                                                     |                                                                        |
| 26-7-2000                                                              | San Paolo                                                              | Brasile                                                                | 3 – 1                                                                  | Argentina                                                              | Qual. Mondiali 2002                                                    | -1                                                                     |                                                                        |
| 15-8-2000                                                              | Santiago del Cile                                                      | Cile                                                                   | 3 – 0                                                                  | Brasile                                                                | Qual. Mondiali 2002                                                    | -3                                                                     |                                                                        |
| 31-5-2001                                                              | Kashima                                                                | Brasile                                                                | 2 – 0                                                                  | Camerun                                                                | Conf. Cup 2001 - 1º turno                                              | -                                                                      |                                                                        |
| 2-6-2001                                                               | Kashima                                                                | Canada                                                                 | 0 – 0                                                                  | Brasile                                                                | Conf. Cup 2001 - 1º turno                                              | -                                                                      |                                                                        |
| 4-6-2001                                                               | Kashima                                                                | Brasile                                                                | 0 – 0                                                                  | Giappone                                                               | Conf. Cup 2001 - 1º turno                                              | -                                                                      |                                                                        |
| 7-6-2001                                                               | Suwon                                                                  | Francia                                                                | 2 – 1                                                                  | Brasile                                                                | Conf. Cup 2001 - Semifinale                                            | -2                                                                     |                                                                        |
| 9-6-2001                                                               | Ulsan                                                                  | Australia                                                              | 1 – 0                                                                  | Brasile                                                                | Conf. Cup 2001 - Finale 3º posto                                       | -1                                                                     | [ 97 ]                                                                 |
| 9-8-2001                                                               | Curitiba                                                               | Brasile                                                                | 5 – 0                                                                  | Panama                                                                 | Amichevole                                                             | -                                                                      |                                                                        |
| 31-1-2002                                                              | Goiânia                                                                | Brasile                                                                | 6 – 0                                                                  | Bolivia                                                                | Amichevole                                                             | -                                                                      |                                                                        |
| 6-2-2002                                                               | Riyad                                                                  | Arabia Saudita                                                         | 0 – 1                                                                  | Brasile                                                                | Amichevole                                                             | -                                                                      |                                                                        |
| 25-5-2002                                                              | Kuala Lumpur                                                           | Malaysia                                                               | 0 – 4                                                                  | Brasile                                                                | Amichevole                                                             | -                                                                      |                                                                        |
| 21-8-2002                                                              | Fortaleza                                                              | Brasile                                                                | 0 – 1                                                                  | Paraguay                                                               | Amichevole                                                             | -1                                                                     |                                                                        |
| 20-11-2002                                                             | Seul                                                                   | Corea del Sud                                                          | 2 – 3                                                                  | Brasile                                                                | Amichevole                                                             | -2                                                                     |                                                                        |
| 12-2-2003                                                              | Canton                                                                 | Cina                                                                   | 0 – 0                                                                  | Brasile                                                                | Amichevole                                                             | -                                                                      |                                                                        |
| 30-4-2003                                                              | Guadalajara                                                            | Messico                                                                | 0 – 0                                                                  | Brasile                                                                | Amichevole                                                             | -                                                                      |                                                                        |
| 11-6-2003                                                              | Abuja                                                                  | Nigeria                                                                | 0 – 3                                                                  | Brasile                                                                | Amichevole                                                             | -                                                                      |                                                                        |
| 19-6-2003                                                              | Saint-Denis                                                            | Brasile                                                                | 0 – 1                                                                  | Camerun                                                                | Conf. Cup 2003 - 1º turno                                              | -1                                                                     |                                                                        |
| 21-6-2003                                                              | Lione                                                                  | Brasile                                                                | 1 – 0                                                                  | Stati Uniti                                                            | Conf. Cup 2003 - 1º turno                                              | -                                                                      |                                                                        |
| 23-6-2003                                                              | Saint-Étienne                                                          | Brasile                                                                | 2 – 2                                                                  | Turchia                                                                | Conf. Cup 2003 - 1º turno                                              | -2                                                                     |                                                                        |
| 7-9-2003                                                               | Barranquilla                                                           | Colombia                                                               | 1 – 2                                                                  | Brasile                                                                | Qual. Mondiali 2006                                                    | -1                                                                     |                                                                        |
| 10-9-2003                                                              | Manaus                                                                 | Brasile                                                                | 1 – 0                                                                  | Ecuador                                                                | Qual. Mondiali 2006                                                    | -                                                                      |                                                                        |
| 12-10-2003                                                             | Leicester                                                              | Giamaica                                                               | 0 – 1                                                                  | Brasile                                                                | Amichevole                                                             | -                                                                      |                                                                        |
| 16-11-2003                                                             | Lima                                                                   | Perù                                                                   | 1 – 1                                                                  | Brasile                                                                | Qual. Mondiali 2006                                                    | -1                                                                     |                                                                        |
| 19-11-2003                                                             | Curitiba                                                               | Brasile                                                                | 3 – 3                                                                  | Uruguay                                                                | Qual. Mondiali 2006                                                    | -3                                                                     |                                                                        |
| 18-2-2004                                                              | Dublino                                                                | Irlanda                                                                | 0 – 0                                                                  | Brasile                                                                | Amichevole                                                             | -                                                                      |                                                                        |
| 31-3-2004                                                              | Asunción                                                               | Paraguay                                                               | 0 – 0                                                                  | Brasile                                                                | Qual. Mondiali 2006                                                    | -                                                                      |                                                                        |
| 28-4-2004                                                              | Budapest                                                               | Ungheria                                                               | 1 – 4                                                                  | Brasile                                                                | Amichevole                                                             | -1                                                                     |                                                                        |
| 20-5-2004                                                              | Saint-Denis                                                            | Francia                                                                | 0 – 0                                                                  | Brasile                                                                | Amichevole                                                             | -                                                                      | [ 98 ]                                                                 |
| 2-6-2004                                                               | Belo Horizonte                                                         | Brasile                                                                | 3 – 1                                                                  | Argentina                                                              | Qual. Mondiali 2006                                                    | -1                                                                     |                                                                        |
| 6-6-2004                                                               | Santiago del Cile                                                      | Cile                                                                   | 1 – 1                                                                  | Brasile                                                                | Qual. Mondiali 2006                                                    | -1                                                                     |                                                                        |
| 9-10-2004                                                              | Maracaibo                                                              | Venezuela                                                              | 2 – 5                                                                  | Brasile                                                                | Qual. Mondiali 2006                                                    | -2                                                                     |                                                                        |
| 13-10-2004                                                             | Maceió                                                                 | Brasile                                                                | 0 – 0                                                                  | Colombia                                                               | Qual. Mondiali 2006                                                    | -                                                                      |                                                                        |
| 17-11-2004                                                             | Quito                                                                  | Ecuador                                                                | 1 – 0                                                                  | Brasile                                                                | Qual. Mondiali 2006                                                    | -1                                                                     |                                                                        |
| 27-3-2005                                                              | Goiânia                                                                | Brasile                                                                | 1 – 0                                                                  | Perù                                                                   | Qual. Mondiali 2006                                                    | -                                                                      |                                                                        |
| 30-3-2005                                                              | Montevideo                                                             | Uruguay                                                                | 1 – 1                                                                  | Brasile                                                                | Qual. Mondiali 2006                                                    | -1                                                                     |                                                                        |
| 5-6-2005                                                               | Porto Alegre                                                           | Brasile                                                                | 4 – 1                                                                  | Paraguay                                                               | Qual. Mondiali 2006                                                    | -1                                                                     |                                                                        |
| 8-6-2005                                                               | Buenos Aires                                                           | Argentina                                                              | 3 – 1                                                                  | Brasile                                                                | Qual. Mondiali 2006                                                    | -3                                                                     |                                                                        |
| 16-6-2005                                                              | Lipsia                                                                 | Brasile                                                                | 3 – 0                                                                  | Grecia                                                                 | Conf. Cup 2005 - 1º turno                                              | -                                                                      |                                                                        |
| 19-6-2005                                                              | Hannover                                                               | Messico                                                                | 1 – 0                                                                  | Brasile                                                                | Conf. Cup 2005 - 1º turno                                              | -1                                                                     | [ 94 ]                                                                 |
| 25-6-2005                                                              | Norimberga                                                             | Germania                                                               | 2 – 3                                                                  | Brasile                                                                | Conf. Cup 2005 - Semifinale                                            | -2                                                                     |                                                                        |
| 29-6-2005                                                              | Francoforte                                                            | Brasile                                                                | 4 – 1                                                                  | Argentina                                                              | Conf. Cup 2005 - Finale                                                | -1                                                                     | [ 99 ]                                                                 |
| 17-8-2005                                                              | Spalato                                                                | Croazia                                                                | 1 – 1                                                                  | Brasile                                                                | Amichevole                                                             | -1                                                                     |                                                                        |
| 4-9-2005                                                               | Brasilia                                                               | Brasile                                                                | 5 – 0                                                                  | Cile                                                                   | Qual. Mondiali 2006                                                    | -                                                                      |                                                                        |
| 12-10-2005                                                             | Belém                                                                  | Brasile                                                                | 3 – 0                                                                  | Venezuela                                                              | Qual. Mondiali 2006                                                    | -                                                                      |                                                                        |
| 12-11-2005                                                             | Abu Dhabi                                                              | Emirati Arabi Uniti                                                    | 0 – 8                                                                  | Brasile                                                                | Amichevole                                                             | -                                                                      |                                                                        |
| 4-6-2006                                                               | Ginevra                                                                | Brasile                                                                | 4 – 0                                                                  | Nuova Zelanda                                                          | Amichevole                                                             | -                                                                      |                                                                        |
| 13-6-2006                                                              | Berlino                                                                | Brasile                                                                | 1 – 0                                                                  | Croazia                                                                | Mondiali 2006 - 1º turno                                               | -                                                                      |                                                                        |
| 18-6-2006                                                              | Monaco                                                                 | Brasile                                                                | 2 – 0                                                                  | Australia                                                              | Mondiali 2006 - 1º turno                                               | -                                                                      |                                                                        |
| 22-6-2006                                                              | Dortmund                                                               | Giappone                                                               | 1 – 4                                                                  | Brasile                                                                | Mondiali 2006 - 1º turno                                               | -1                                                                     |                                                                        |
| 27-6-2006                                                              | Dortmund                                                               | Brasile                                                                | 3 – 0                                                                  | Ghana                                                                  | Mondiali 2006 - Ottavi di finale                                       | -                                                                      |                                                                        |
| 1-7-2006                                                               | Francoforte                                                            | Brasile                                                                | 0 – 1                                                                  | Francia                                                                | Mondiali 2006 - Quarti di finale                                       | -1                                                                     |                                                                        |
| Totale                                                                 |                                                                        | Presenze                                                               | 90                                                                     |                                                                        | Reti                                                                   | -65                                                                    |                                                                        |

| Cronologia completa delle presenze e delle reti in nazionale ― Brasile under 20 | Cronologia completa delle presenze e delle reti in nazionale ― Brasile under 20 | Cronologia completa delle presenze e delle reti in nazionale ― Brasile under 20 | Cronologia completa delle presenze e delle reti in nazionale ― Brasile under 20 | Cronologia completa delle presenze e delle reti in nazionale ― Brasile under 20 | Cronologia completa delle presenze e delle reti in nazionale ― Brasile under 20 | Cronologia completa delle presenze e delle reti in nazionale ― Brasile under 20 | Cronologia completa delle presenze e delle reti in nazionale ― Brasile under 20 |
| Data                                                                            | Città                                                                           | In casa                                                                         | Risultato                                                                       | Ospiti                                                                          | Competizione                                                                    | Reti                                                                            | Note                                                                            |
| ------------------------------------------------------------------------------- | ------------------------------------------------------------------------------- | ------------------------------------------------------------------------------- | ------------------------------------------------------------------------------- | ------------------------------------------------------------------------------- | ------------------------------------------------------------------------------- | ------------------------------------------------------------------------------- | ------------------------------------------------------------------------------- |
| 7-3-1993                                                                        | Adelaide                                                                        | Brasile under 20                                                                | 0 – 0                                                                           | Arabia Saudita under 20                                                         | Mondiali Under-20 1993 - 1º turno                                               | -                                                                               |                                                                                 |
| 9-3-1993                                                                        | Adelaide                                                                        | Messico under 20                                                                | 1 – 2                                                                           | Brasile under 20                                                                | Mondiali Under-20 1993 - 1º turno                                               | -1                                                                              |                                                                                 |
| 11-3-1993                                                                       | Adelaide                                                                        | Norvegia under 20                                                               | 0 – 2                                                                           | Brasile under 20                                                                | Mondiali Under-20 1993 - 1º turno                                               | -                                                                               |                                                                                 |
| 14-3-1993                                                                       | Adelaide                                                                        | Brasile under 20                                                                | 3 – 0                                                                           | Stati Uniti under 20                                                            | Mondiali Under-20 1993 - Quarti di finale                                       | -                                                                               |                                                                                 |
| 17-3-1993                                                                       | Melbourne                                                                       | Australia under 20                                                              | 0 – 2                                                                           | Brasile under 20                                                                | Mondiali Under-20 1993 - Semifinale                                             | -                                                                               |                                                                                 |
| 20-3-1993                                                                       | Sydney                                                                          | Ghana under 20                                                                  | 1 – 2                                                                           | Brasile under 20                                                                | Mondiali Under-20 1993 - Finale                                                 | -1                                                                              |                                                                                 |
| Totale                                                                          |                                                                                 | Presenze                                                                        | 6                                                                               |                                                                                 | Reti                                                                            | -2                                                                              |                                                                                 |

## Palmarès

### Giocatore

#### Club

##### Competizioni statali
- Campionato Mineiro: 4

Cruzeiro: 1994, 1996, 1997, 1998
- Campionato paulista: 1

Corinthians: 1999
- Torneo Rio-San Paolo: 1

Corinthians: 2002
- Campionato Gaúcho: 1

Internacional: 2014

##### Competizioni nazionali
- Coppa del Brasile: 2

Cruzeiro: 1996
Corinthians 2002
- Campionato brasiliano: 1

Corinthians: 1999
- Coppa Italia: 1

Milan: 2002-2003
- Campionato italiano: 1

Milan: 2003-2004
- Supercoppa italiana: 1

Milan: 2004

##### Competizioni internazionali
- Copa de Oro: 1

Cruzeiro: 1995
- Supercopa Masters: 1

Cruzeiro: 1995
- Coppa Libertadores: 1

Cruzeiro: 1997
- Recopa Sudamericana: 1

Cruzeiro: 1998
- Coppa del mondo per club: 2

Corinthians: 2000
Milan: 2007
- UEFA Champions League: 2

Milan: 2002-2003, 2006-2007
- Supercoppa UEFA: 2

Milan: 2003, 2007

#### Nazionale

##### Competizioni giovanili e olimpiche
- Campionato mondiale Under-20: 1

Australia 1993
- Bronzo olimpico: 1

Atlanta 1996

##### Competizioni maggiori
- Confederations Cup: 2

Arabia Saudita 1997, Germania 2005
- Coppa America: 1

Paraguay 1999
- Campionato mondiale: 1

Corea del Sud-Giappone 2002

#### Individuale
- Bola de Prata: 4

1993, 1996, 1998, 1999
- FIFPro World XI: 1

2005